# O conferință
O conferință este o operă literară scrisă de Ion Luca Caragiale. A fost publicată pentru prima dată în ziarul Universul la 20 februarie 1909.